# Lac de Retournemer
Der Lac de Retournemer ist ein eiszeitlicher Gletschersee, der sich in Frankreich, in der Region Grand Est, im Département Vosges befindet. Der Zu- und Abfluss des Sees erfolgt durch den Fluss Vologne. Er liegt in den Vogesen, an der Westflanke des Hohneck, in einer Seenkette, die weiter flussabwärts noch den Lac de Longemer und den Lac de Gérardmer umfasst. Der Lac de Retournemer liegt auf dem Gemeindegebiet von Xonrupt-Longemer in einer Höhe von 775 Metern und umfasst eine Fläche von etwa 5 Hektar. Seine Länge beträgt rund 320 Meter, die Breite 250 und die Tiefe maximal 11,5 Meter.
Das Gewässer liegt im Gebiet des Regionalen Naturparks Ballons des Vosges.

## Sehenswürdigkeiten
Am Zu- und Ablauf des Sees finden sich sehenswerte Wasserfälle.